# Эль-Басс
Эль-Басс (араб. البص‎) — деревня в Ливане, на территории мухафазы Южный Ливан. Входит в состав района Сур. На территории находится Объект всемирного наследия Юнеско одноимённый археологический комплекс Эль-Басс, состоящий из некрополя, акведука, древнего римского города с монументальной аркой и ипподрома. Древние постройки отделены стеной от лагеря беженцев Эль-Басс, который изначально предназначался для переживших геноцид армян, а в дальнейшем для палестинских и сирийских беженцев. 

## География
Деревня находится в юго-западной части Ливана, вблизи побережья Средиземного моря, к востоку от города Сур, административного центра района. Абсолютная высота — 19 метров над уровнем моря.

## Климат
Климат характеризуется как средиземноморский, с жарким летом (Csa  в классификации климатов Кёппена). Среднегодовая температура воздуха составляет 20,2 °C. Средняя температура самого холодного месяца (февраля) составляет 13,7 °С, самого жаркого месяца (августа) — 26,4 °С. Расчётная многолетняя норма осадков — 697 мм. Наибольшее количество осадков выпадает в период с октября по апрель.

## Транспорт
Ближайший аэропорт расположен в израильском городе Кирьят-Шмона.